# José Ionilton Lisboa de Oliveira
José Ionilton Lisboa de Oliveira SDV (* 9. März 1962 in Araci, Bahia) ist ein brasilianischer römisch-katholischer Ordensgeistlicher und Prälat von Marajó.

## Leben
José Ionilton Lisboa de Oliveira trat der Ordensgemeinschaft der Vokationisten bei und legte am 21. Januar 1990 die ewige Profess ab. Er empfing am 19. Januar 1992 das Sakrament der Priesterweihe.
Am 19. April 2017 ernannte ihn Papst Franziskus zum Prälaten von Itacoatiara. Der Bischof von Fall River, Edgar Moreira da Cunha SDV, spendete ihm am 16. Juli desselben Jahres die Bischofsweihe; Mitkonsekratoren waren der Bischof von Serrinha, Ottorino Assolari CSF, und der Erzbischof von Feira de Santana, Zanoni Demettino Castro. Die Amtseinführung erfolgte am 30. Juli 2017.
Papst Franziskus bestellte ihn am 3. November 2023 zum Prälaten von Marajó. Die Amtseinführung fand erst am 27. Juli des folgenden Jahres statt.